# STS-91
是历史上第九十次航天飞机任务，也是發現號太空梭的第二十四次太空飞行。

## 任务成员
- 查尔斯·普里克特（Charles J. Precourt，曾执行、以及任务），指令长
- 多米尼克·普德维尔·格里（Dominic L. Pudwill Gorie，曾执行、以及任务），飞行员
- 温迪·劳伦斯（Wendy B. Lawrence，曾执行、以及任务），任务专家
- 张福林（Franklin Chang-Diaz，曾执行、以及任务），任务专家
- 珍妮特·卡万迪（Janet L. Kavandi，曾执行、以及任务），任务专家
- 瓦列里·留明（Valery Ryumin，俄罗斯宇航员，曾执行联盟25号、联盟32号、联盟35号以及任务），任务专家

### 从和平号空间站返回
- 安德鲁·托马斯（Andrew S. W. Thomas，曾执行、和平号、以及任务），任务专家